# الإمبراطور تشنزونغ
الإمبراطور تشنزونغ (بالإنجليزية: Emperor Qinzong)‏ (بالصينية: 宋钦宗) ،ولد بتاريخ 23 مايو 1100 - 14 يونيو 1161 اسم الشخصية تشاو هوان، وكان الإمبراطور التاسع لسلالة سونغ في الصين والإمبراطور الأخير من سلالة سونغ الشمالية.
خلال غزو الجورشن لمملكته خلال حروب جين سونغ تنازل والده الإمبراطور هويتسونغ عن العرش وفر هاربا نحو الجنوب. ليتم تنصيبه إمبراطورا على العرش.